# فهرست اندلسیان ایرانی‌تبار

## تاریخ‌نگاران
- احمد رازی

## دانشمندان
- فرج جیانی
- مهیار دیلمی
- یوسف بن بخت فارسی
- محمد بن رستم
- عبدالکریم بن مهران

### اخترشناسان
- جعفر محمد بلخی
- ابوالحسن کرمانی

## سرداران
- طارق بن زیاد
- موسی بن نصیر

## هنرمندان

### موسیقی‌دانان
- زریاب